# Alusine Koroma
Alusine Koroma (Yoni, 9 de junio de 1997) es un futbolista sierraleonés que juega de centrocampista en el Orihuela C. F. de la Segunda Federación.
Es hermano del también futbolista Alhassan Koroma.

## Trayectoria
Comenzó su carrera deportiva en el Marampa Stars en 2016, y en 2019 se marchó al East End Lions FC, uno de los principales clubes de su país.
En 2021 fichó por el R. B. Linense de la Primera División RFEF, donde jugó junto a su hermano Alhassan. En noviembre de ese mismo año fue cedido a la U. D. San Pedro.
En agosto de 2023 se desvinculó del R. B. Linense para firmar por el Vélez C. F., rival en el mismo grupo de Segunda Federación esa temporada. A mitad de la misma, concretamente el 1 de febrero de 2024, fichó por el Orihuela C. F.

## Selección nacional
Es internacional con la selección de fútbol de Sierra Leona, con la que debutó el 17 de marzo de 2018 en un amistoso ante la selección de fútbol de Irán.

## Clubes
| Club                     | País         | Año       |
| ------------------------ | ------------ | --------- |
| Marampa Stars            | Sierra Leona | 2016-2018 |
| East End Lions FC        | Sierra Leona | 2019-2021 |
| R. B. Linense            | España       | 2021-2023 |
| U. D. San Pedro (cedido) | España       | 2021-2022 |
| Vélez C. F.              | España       | 2023-2024 |
| Orihuela C. F.           | España       | 2024-     |